# Madisonville (Luizjana)
Madisonville – miasto w Stanach Zjednoczonych, w stanie Luizjana, w parafii St. Tammany.